# كبريتيد تانتالوم رباعي
 كبريتيد تانتالوم رباعي  (بالإنجليزية:  Tantalum(IV) sulfide )‏ مركب كيميائي له الصيغة TaS2 ، ويكون على شكل بلورات سوداء .